# 电环化反应
电环化反应是周环反应的一类，反应中共轭体系两端的原子环合形成新的σ键，形成比原来分子少一个π键的产物。它的逆反应也属于电环化反应，有时为了区分，将前者成环反应称为“电环合反应”。电环化反应是立体选择性的反应，通常使用的反应底物是环烯烃和对应的共轭烯烃。它于1960年前后被发现。
为了使π电子环合成为σ键，烯烃末端碳原子的键必须旋转，而旋转的方向可以是两个键朝同一方向旋转，或两个键朝不同方向旋转，分别称为顺旋和对旋。顺旋又可分为顺时针顺旋和反时针顺旋两种，对旋又可分为内向对旋和外向对旋两种，但这个因素一般很少考虑。
根据分子轨道对称守恒原理，为了发生电环化反应，共轭烯烃HOMO两端的两个p轨道必须发生同位相的重叠。由于链形烯烃总π电子数会对HOMO的对称性造成影响，加热或光照也会使分子轨道能级图上的电子排布发生改变，因此电环化反应存在以下选择性的规则，可用于预测某一反应的产物：
| 链形共轭烯烃的π电子数                            | 4n+2 | 4n+2 | 4n   | 4n   |
| ------------------------------------------------ | ---- | ---- | ---- | ---- |
| 顺旋                                             | Δ    | hν   | Δ    | hν   |
| 顺旋                                             | 禁阻 | 允许 | 允许 | 禁阻 |
| 对旋                                             | Δ    | hν   | Δ    | hν   |
| 对旋                                             | 允许 | 禁阻 | 禁阻 | 允许 |
| 注：“允许”指“对称性允许”，“禁阻”指“对称性禁阻”。 |      |      |      |      |

光照时HOMO一个电子被激发到LUMO上去，使得反应的选择性颠倒，禁阻变为允许，允许变为禁阻。以上规则只表明反应按照协同反应机理进行时的活化能高低，并不排除反应按照其他机理进行。
电环化反应是可逆反应，正逆反应途径是相同的，因此需要注意基态时，反应平衡朝哪一个方向进行更为有利。
苯并环丁烷发生的电环化反应是电环化反应中研究较多的一类。以下图为例，苯并环丁烷加热顺旋开环，生成一个具有类醌结构的不稳定的双烯体。它可以和强亲双烯体（如顺丁烯二酸酐）发生狄尔斯-阿尔德反应生成内型的加合物。苯并环丁烷的开环反应产率因此与取代基R具有很大的关系，例如，在110°C和甲苯作溶剂的条件下，随着R由甲基、异丁基甲基变为三甲基硅基甲基，产率也随着上升。
Nazarov成环反应是二乙烯基酮环化成为环戊烯酮的电环化反应。很多带正电荷或负电荷的共轭烯烃也可以发生电环化反应，比如，环丙烷正离子广义上也属于4n+2体系，因此也可以在加热时发生对旋开环，生成烯烃。
很多看上去张力很大的化合物，在光照条件下，受分子轨道对称性的限制实际上是稳定的。下面的化合物经过电环化反应与四乙酸铅处理，可以得到无取代的杜瓦苯：